# 市川高等学校 (兵庫県)
市川高等学校（いちかわこうとうがっこう）は、兵庫県神崎郡市川町東川辺にある仏教系の私立高等学校。創立当初は市川町立の商業高校であった。第79回選抜高等学校野球大会に野球部が甲子園初出場するなど、クラブ活動に力を入れており、1987年の高校総体では相撲部が団体で全国制覇を果たしている。水泳部も全国区であり、温水プールがあるなど力を入れている。また授業内容に「座禅」があるのも特徴である。進路面では、進学よりも就職者のほうが昨今でも多い。

## 沿革
- 1959年（昭和34年）4月 - 市川町立市川商業学校として創立。
- 1961年（昭和36年）4月 - 学校法人市川学院市川商業高等学校に変更。
- 1965年（昭和40年）4月 - 校名を市川高等学校に変更、普通科と商業科を設置。
- 2000年（平成12年） - 40周年記念式典開催。

## 設置学科
- 全日制課程 普通科

かつては商業科があったが現在は廃止されている。

## 出身有名人
- 所憲佐（元プロ野球選手、巨人）
- 金城信夫（元プロ野球選手、南海）
- 小田幸平（元プロ野球選手、巨人→中日）
- 名倉潤（お笑いタレント、ネプチューン）
- ジャッキー（ユーチューバー 、元柔道部）
- 大日ノ出崇揚（元大相撲力士）
- 皇司信秀（元大相撲力士、現若藤親方）
- 善富士（元大相撲力士)
- 姜暢雄（俳優）
- DAISHI（Psycho le Cemu）
- 松下幸広（元競泳選手、1996年アトランタオリンピック日本代表）